# Радек Черни
Радек Черни (на чешки: Radek Černý) е чешки футболен вратар.
Роден е в Прага на 18 февруари 1974.
Играл е в Славия (Прага), откъдето на 28 януари 2005 година преминава в Тотнъм под наем за 18 месеца. За Тотнъм има 19 участия във всички турнири.